# Софроний Стоянов
Софроний Стоянов Станчев Целенков или Цоленков с псевдоними Хаджи Асенов и Цобе е български офицер и революционер, войвода на Върховния македоно-одрински комитет.

## Биография
Софроний Стоянов е роден на 8 октомври 1871 година в демирхисарското село Цер, което тогава в Османската империя. В 1880 година заминава за Крайова, Румъния, където работи баща му. Учи в румънско училище. В 1884 година се установява в София, където завършва V гимназиален клас. На 3 май 1889 година постъпва във Военното на Негово Княжеско Височество училище, завършва на 2 август 1892 година и е произведен в чин подпоручик. Служи в 3-ти резервен, 14-и македонски и 5-и дунавски пехотен полк на Българската войска. На 2 август 1895 година е произведен в чин поручик.
На 11 март 1900 година е уволнен от служба и се включва в редовете на Върховния комитет. Изпратен е в Кюстендил, където се опитва да постави местното македоно-одринско дружество под контрола на Върховния комитет. С цел да проучи на място възможностите за намиране на оръжие е изпратен от Борис Сарафов в Румъния. През декември 1900 година отново Сарафов го изпраща в Солун, за да разузнае състоянието на ВМОРО.
В края на 1901 година Стоянов е определен за войвода на ВМОК в Малешевско и Горноджумайско. По време на противоборствата между Вътрешната организация и Върховния комитет, четата на Софроний Стоянов пленява за кратко Пейо Яворов. През март 1902 година се среща в Малешевско с Гоце Делчев, който се връща от отвъдвардарската си обиколка. Двамата имат принципен диспут за ролята на двете организации, в резултат на който според Яворов Стоянов се завръща в България.
През септември 1902 година Стоянов участва в Горноджумайското въстание. След въстанието е интерниран от българското правителство в провинцията, под натиска на Великите сили, заедно с Иван Цончев, Стефан Николов и мичман Тодор Саев.
По време на Илинденско-Преображенско въстание е войвода на кичевска чета, част от отряда на Александър Протогеров, и участва в сражения с турски аскери, тогава негови четници са Борис Сугарев и Димитър Милев. Заедно с Протогеров правят опит да стигнат Охридско и Кичевско. На 28 април (16 април стар стил) 1903 са открити от турски войски в горноджумайското село Габрово, Софроний Стоянов загива, а останалите четници се прибират в България.
Войводата на ВМОК поручик Димитър Думбалаков пише в спомените си за Софроний Стоянов:
| „ | Софроний Стоянов и Сугарев умряха юнашки на следующата година, не познавам по-благ, по-честен човек от Софроний Стоянов, винаги миролюбив, деликатен и вежлив към всекиго, притежаваше отлични качества и като водач на чета, тихо и полечка той вършеше работа, но винаги обмисляше добре и твърдо. И в най-големите минути на опасност обичаше шегите и се смееше, навярно и в най-големия разгар на боя той си е запазил тази особеност и умрял с усмивка блага и чиста на устата. | “ |